# Podřízený pojišťovací zprostředkovatel
Podřízený pojišťovací zprostředkovatel (PPZ) byl do roku 2018  v ČR zprostředkovatel pojištění. 
Jejich registr vedla Česká národní banka (ČNB). Licenci na PPZ udělovala ČNB při splnění určitých podmínek. V registru ČNB byl PPZ uveden pod šestimístným číslem, ve formátu 012345PPZ. 
Zprostředkovávat pojištění nebo zajištění jako podnikatel může od prosince 2018 pouze
a) samostatný zprostředkovatel (§ 6 zákona č. 170/2018 Sb.),
b) vázaný zástupce (§ 15),
c) doplňkový pojišťovací zprostředkovatel (§ 24), nebo
d) pojišťovací zprostředkovatel s domovským členským státem jiným, než je Česká republika (§ 33)